# 拉垅贝吉多吉

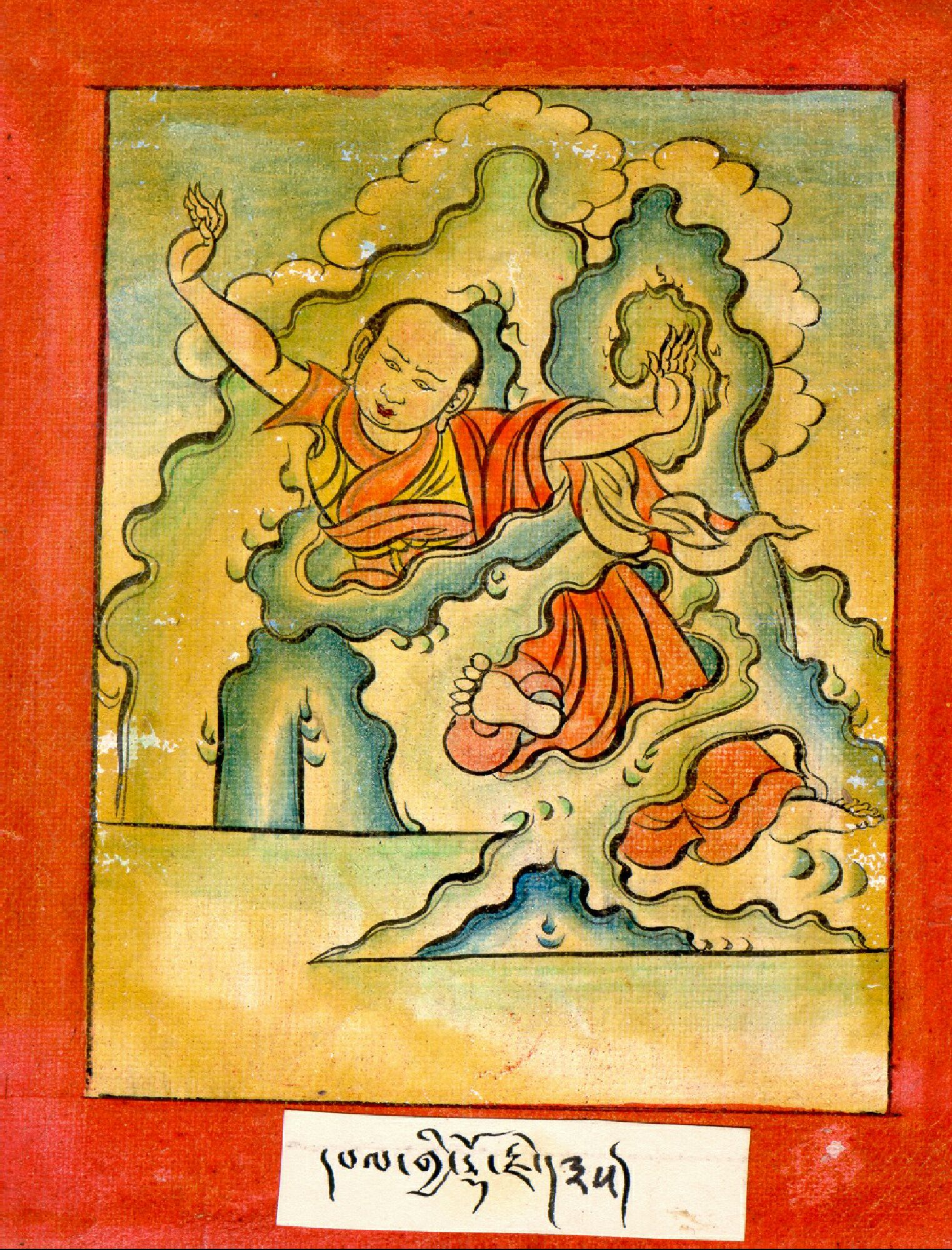
拉垅贝吉多吉

拉垅贝吉多吉（藏語：ལྷ་ལུང་དཔལ་གྱི་རྡོ་རྗེ་，威利转写：lha lung dpal gyi rdo rje，THL：Lhalung Palkye Dorje），原名达尼雅桑，吐蕃藏传佛教僧人。
拉垅贝吉多吉原先为武将，驻守汉藏边地。后从毗玛拉米扎出家为僧，并从莲华生处获得菩萨律仪。他曾久居查叶尔巴寺主持寺务并修习佛典。朗达玛灭佛时，他于842年乔装为苯教徒前往拉萨，在朗达玛于大昭寺前看《唐蕃会盟碑》时用箭将其刺杀。此后逃亡多康隐居。晚年收徒传法，弘扬佛教。